# Caloptilia leptospila
Caloptilia leptospila är en fjärilsart som beskrevs av Lajos Vári 1961. Caloptilia leptospila ingår i släktet Caloptilia och familjen styltmalar. Inga underarter finns listade i Catalogue of Life.